# Pseudothyone raphanus
Pseudothyone raphanus is een zeekomkommer uit de familie Sclerodactylidae.
De wetenschappelijke naam van de soort werd in 1846 gepubliceerd door Magnus Wilhelm von Düben & Johan Koren.